# Jonah: A VeggieTales Movie
Jonah: A VeggieTales Movie is een Amerikaanse computer-geanimeerde komedie avontuur- muziekfilm uit 2002, geproduceerd door Big Idea Productions en uitgegeven door Artisan Entertainment via het FHE Pictures-label. Het is de eerste speelfilm in de VeggieTales-serie. De thema's voor de film zijn medelijden en barmhartigheid, met behulp van twee verhalen als illustraties. De eerste vindt plaats in de huidige dag en betreft een ongeluk met Bob the Tomato en Dad Asparagus op weg naar een concert; de tweede, in het oude Israël, is direct gebaseerd op het bijbelverhaal van Jona(s). In beide verhalen spelen medelijden en barmhartigheid een rol bij het geven van een tweede kans.
Het grootste deel van de animatie werd in huis gedaan door Big Idea Productions. 'Jonah: A VeggieTales Movie' ging in première op 14 augustus 2002 in een Hollywood-bioscoop en kwam uit als een reguliere release twee maanden later op 4 oktober 2002. De film kwam ook uit op VHS en DVD op 4 maart 2003, als een wereldwijde homevideo-release in zowel full-screen en anamorfische breedbeeldformaten met een twee-disc collector's editie. Een herdruk van een dvd met de functie en bonusfuncties werd vrijgegeven op 29 januari 2008, door Word Entertainment en op Blu Ray in 2011 door Lionsgate (opvolger van Artisan), een nieuwe herdruk werd uitgegeven in 2018 door Universal Pictures (het huidige moederbedrijf van Big Idea). Het ontving gemengde tot positieve recensies van critici en verdiende $ 25,6 miljoen.

## Verhaal
Na een ongeluk met de auto waarin ze vervoerd werden bevinden Bob de Tomaat en de Veggie-kinderen zich in een visrestaurant waar niets is zoals het lijkt.

## Rolverdeling
- Phil Vischer als Bob the Tomato / Archibald Asparagus (as Jonah and Twippo) / Mr. Lunt / Pa Grape / Mr. Nezzer / Apollo Gourd (als King Twistomer) / Jimmy Gourd / Phillipe Pea
- Mike Nawrocki als Larry the Cucumber / Jerry Gourd / Jean Claude Pea
- Tim Hodge als Khalil
- Dan Anderson als Dad Asparagus
- Lisa Vischer als Junior Asparagus
- Kristin Blegen als Laura Carrot
- Shelby Vischer als Annie
- Jim Poole als Scooter